# Zainszk
Zainszk (oroszul: Заинск, tatár nyelven Зәй) város Oroszországban, Tatárföldön, a Zainszki járás székhelye. Régi neve (1978-ig) Novij Zaj.
Népessége: 41 803 fő (a 2010. évi népszámláláskor).

## Elhelyezkedése
Tatárföld keleti részén, Kazanytól 287 km-re, a Sztyepnoj Zaj partján fekszik, kb. félúton az északi Naberezsnije Cselni és a déli Almetyjevszk között. A városhoz közel épült a vasútállomás, az Agriz–Naberezsnije Cselni–Akbas vasútvonalon.

## Története
A település helyén 1652–1656 között erődítményt emeltek, mely része volt az Ik folyó torkolatától a Volgáig húzódó védővonalnak. 1774-ben Pugacsov felkelő csapatai az erődítményt elfoglalták.
1956-ra kiépült a település mellett vezető vasútvonal. A folyó túlsó partján ugyanis akkor kezdődött a nagy hőerőmű és a hűtéséhez vizet szolgáltató 16 km² felületű víztározó építése, ami teljesen megváltoztatta a település életét, sőt a nevét is. 1978-ban Zainszk néven város lett, korábban Novij Zajnak nevezték. Addigra már több iparvállalata létesült és teljes kapacitással üzemelt a 2400 MW-os hőerőmű, mely a körzet olajbányászatát napjainkban is ellátja villamosenergiával.

## Népessége
| Év   | Népesség |
| ---- | -------- |
| 1939 | 3.200    |
| 1959 | 8.800    |
| 1970 | 5.100    |
| 1979 | 30.300   |
| 1989 | 36.600   |
| 2002 | 41.000   |
| 2010 | 41.800   |